# اچ‌ام‌اس تالبوت (۱۸۹۵)
اچ‌ام‌اس تالبوت (۱۸۹۵) (به انگلیسی: HMS Talbot (1895)) یک کشتی بود که طول آن ۳۵۰ فوت (۱۰۶٫۷ متر) بود. این کشتی در سال ۱۸۹۵ ساخته شد.